# Língua chontal maia
Este verbete é sobre a língua maia. Para as línguas tequistlatecanas, ver línguas chontal.
O chontal maia (também yoko ochoco e acalano), é uma língua maia da família cholana falada pelos maias chontal de Tabasco, no México. Existem pelo menos três dialectos, designados Chontal Tamulté de las Sábanas, Chontal Buena Vista, e Chontal Miramar. O número total de falantes está próximo dos 50 000.
Yokotʼan (também chamado Chontal Maia, é uma forma da  língua maia, a língua chol falada por cerca de 60 mil pessoas chontal no do estado de Tabasco, México. De acordo com o Catálogo Nacional de Línguas Indígenas do México - Instituto Nacional de Lenguas Indígenas (INALI) >

## Dialetos
O Chontal Maia] tem pelo menos quatro dialetos: Nacajuca (Central), Centla (Norte), Macuspana (Sul) e Tamulte] ] (Oriental).

## Distribuição
Os Chontal Maya estão concentrados em 159 assentamentos em 5 municípios de Tabasco (Brown 2005:122).
- Centla
- Centro
- Jonuta
- Macuspana
- Nacajuca (compreendendo mais de 50% da população Chontal Maya)

Alguns assentamentos Chontal perto da cidade de Nacajuca incluem (Brown 2005:116):
- El Tigre
- Saloya
- Guatacaloa
- Olcuatitan
- Tucta
- Mazatehuapa
- Tapotzingo
- Guaytalpa
- San Simón
- Tecoluta
- Oxiacapue
- Guadalupe
- El Sitio
- Tamulte

Alguns assentamentos Chontal na região nordeste de Centla incluem (Brown 2005:116):
- Cuauhtemoc
- Vicente Guerrero
- Allende
- Simón Sarlat
- Quitin Arauz (on the Río Usumacinta)

## Escrita
A língua usa uma forma do alfabeto latino que não tem as letras D, F, Q, V, Z e H isolado; Usam-se as dormas Ch, Ch’, T’ Tz’; 

## Fonologia

### Consoantes
|                   |             | Bilabial | Dental | Alveolar | Pós- alveolar | Palatal | Velar | Glotal |
| ----------------- | ----------- | -------- | ------ | -------- | ------------- | ------- | ----- | ------ |
| Nasal             | Nasal       | m        | n      |          |               |         |       |        |
| Plosiva/ Africada | surda       | p        | t      | ts       | tʃ            |         | k     | ʔ      |
| Plosiva/ Africada | glotalizada | pʼ       | tʼ     | tsʼ      | tʃʼ           |         | kʼ    |        |
| Plosiva/ Africada | sonora      | b        | d      |          |               |         |       |        |
| Fricativa         | Fricativa   |          |        | s        | ʃ             |         |       | h      |
| Vibrante          | Vibrante    |          |        | ɾ        |               |         |       |        |
| Aproximante       | Aproximante | w        |        | l        |               | j       |       |        |

### Vogais
|         | Anterior | Central | Posterior |
| ------- | -------- | ------- | --------- |
| Fechada | i        |         | u         |
| Medial  | e        | ɘ       | o         |
| Aberta  |          | a       |           |

## Amostra de texto
Uts'aykun ajnoxi'pap jink'in jumka' uchen ch'uyu' tuchëmp'elib ka' uyële' ke ya' uxe të ajtë chëmo tan kaj. Uyubkan nëmte' t'ok noj uk'e tuba untu wichu'. Jini na'piyo'jo, ke ya'ajo' ch'ijka'të xëmba, ulaj pasejo'të ankëre t'ok bak'ët, mach uchëninte kaxkune ubëk'tesan, sek'unejo' uchënen ajjchëme. Upete jinda unume machto ujëlëkna jink'in uxe të ajtë chëmo. Uyëlkan ke ajyumka' une ulaj ëlë, no'onla mach muyila kwa'uyële'. Alejandrina Hernández Jerónimo
Espanhol
Cuenta el abuelo que cuando el duende chifla por los cuatro puntos cardinales, avisa que alguien del pueblo morirá. Lo acompaña el ladrido fuerte de un perro. Las gallinas, estando tranquilas caminando, corren despavoridas, nadie ve quién las asusta, más si ven a la muerte. Esto ocurre unos días antes que suceda el deceso. Se dice que el duende es el que les avisa a todos ellos, pero muchos no interpretamos el mensaje.
Alejandrina Hernández Jerónimo <ref>[Source: https://es.wikipedia.org/wiki/Idioma_chontal_de_Tabasco#Muestra_textual
Português
Vovô diz que quando o goblin assobia em torno dos quatro pontos cardeais, ele avisa que alguém da cidade vai morrer. Ele é acompanhado pelo latido alto de um cachorro. As galinhas, por andarem calmas, correm apavoradas, ninguém vê quem as assusta, principalmente se virem a morte. Isso ocorre com alguns 